# Game Learning
Game Learning (GL), inaczej Game based learning (GBL) to nurt, w którego obszar wpisują się edukacyjne gry dla dorosłych. Cyfrowy game learning to wyspecjalizowane platformy – symulatory rzeczywistości dla dorosłych mające na celu edukację, szkolenie i kształtowanie umiejętności – przede wszystkim praktycznych, powiązanych z różnymi dziedzinami gospodarki. Najistotniejszą cechą game learningu jest zestawienie wiedzy teoretycznej przekazywanej użytkownikowi podczas szkolenia oraz możliwości jej realnego zastosowania w czasie rzeczywistym. Dzięki oparciu aplikacji na realnych zdarzeniach każda decyzja użytkownika ma wpływ na dalszy scenariusz i rozwój sytuacji. Istotę game learningu w skrócie można przekazać następująco: poważna nauka + interaktywna zabawa = game learning.
Game learning pozwala podnieść efektywność szkolenia pracowników obniżając jednocześnie jego koszty. GL znajduje zastosowanie w następujących dziedzinach:
- usprawnianiem procedur
- zarządzaniem ludźmi i organizacją
- zarządzaniem ryzykiem
- sztuką wojenną (prowadzenie wojny, utrzymywanie pokoju)
- postępowaniem wedle określonych praw (np. danego kraju)

Aplikacje game-learningowe używane są przez firmy konsultingowe, liderów wyspecjalizowanych branż biznesowych i usługowych, fabryki oraz trenerów specjalizujących się w szkoleniach kadr z zakresu wiedzy produktowej, umiejętności miękkich i twardych, marketingu czy strategii. Znajdują zastosowanie w sektorach publicznych na różnych poziomach, m.in. w amerykańskiej armii (gra America’s Army).